# Daniel Navarrete (Fußballspieler)
Daniel Alejandro Navarrete Candia (* 17. April 2001 in Santiago) ist ein chilenischer Fußballspieler auf der Position des rechten Außenverteidigers.

## Karriere
Daniel Navarrete spielte in der Jugend von CF Universidad de Chile und debütierte im März 2021 in der Copa Libertadores, nachdem sich einige Spieler der Profimannschaft mit COVID-19 angesteckt hatten. Im April 2022 absolvierte der Rechtsverteidiger sein erstes Ligaspiel. Nachdem Navarrete in der Saison 2023 nur in zwei Ligaspielen zum Einsatz kam, wurde er für 2024 an den AC Barnechea in die Primera B ausgeliehen.